# George Mount
George Lewis Mount (nascido em 14 de setembro de 1955) é um ex-ciclista olímpico estadunidense. Representou sua nação na prova de corrida individual em estrada nos Jogos Olímpicos de Verão de 1976.